# Segrest de les estudiants de Chibok
El segrest de les estudiants de Chibok va ser un segrest i esclavització massius perpetrats pel grup terrorista Boko Haram en un col·legi femení de Chibok, a l'Estat de Borno (al nord-est de Nigèria) el 14 d'abril de 2014. El nombre d'alumnes segrestades i esclavitzades s'estima en 276, de les quals 219 romanien en parador desconegut dos anys després. Les joves estan entre les 2000 dones i nenes segrestades en el període 2014-2015 per Boko Haram, segons la BBC, però aquest cas va provocar especial atenció internacional. A l'octubre de 2016 es va aconseguir l'alliberament de 21 noies segrestades i al novembre d'una altra. Quan el 14 d'abril de 2019 va complir el cinquè aniversari del segrest, encara es desconeixia el parador de 112 de les 276 nenes segrestades.

## Antecedents
Boko Haram (en haussa: bóokòo haram, 'la pretensiositat és anatema', a vegades traduït com 'l'educació occidental és pecat') és un grup terrorista que percep la "occidentalització" de Nigèria com la principal font de "corrupció" del país. Milers de civils han estat assassinats en atacs perpetrats pel grup insurgent. Al maig de 2013 el Govern de Nigèria va declarar l'estat d'emergència en l'estat de Borno per combatre-les. Com a resultat, diversos líders i membres de Boko Haram han mort o han estat detinguts. No obstant això, es mantenen forts en les àrees muntanyoses de nord de país. El seu objectiu principal és la població civil.
Des de 2010, els seus blancs han estat els centres educatius, on han arribat a matar centenars d'escolars. Un portaveu de la banda va declarar que seguiran atacant fins que el Govern deixi d'interferir en l'ensenyament islàmica. En conseqüència, 10000 nens són privats d'anar a escola, sobretot nenes, les quals són segrestades, bé perquè no puguin rebre educació o bé com a esclaves sexuals.
En 2014 els atacs es van intensificar. Al febrer els terroristes van massacrar a més de cent cristians residents de les localitats de Doron Baga i Izghe. Al febrer 59 estudiants van morir en un atemptat al Col·legi Govern Federal de Bunia Yadi. A el mes següent, van assaltar una base militar a Giwa, on van alliberar militants detinguts.
El segrest de l'escola va tenir lloc el mateix dia en què es va produir un atemptat a Abuja, en què van morir 88 personas. A Boko Haram se'l responsabilitza de les morts d'aproximadament 4000 persones l'any 2014.

## Assalt i segrest

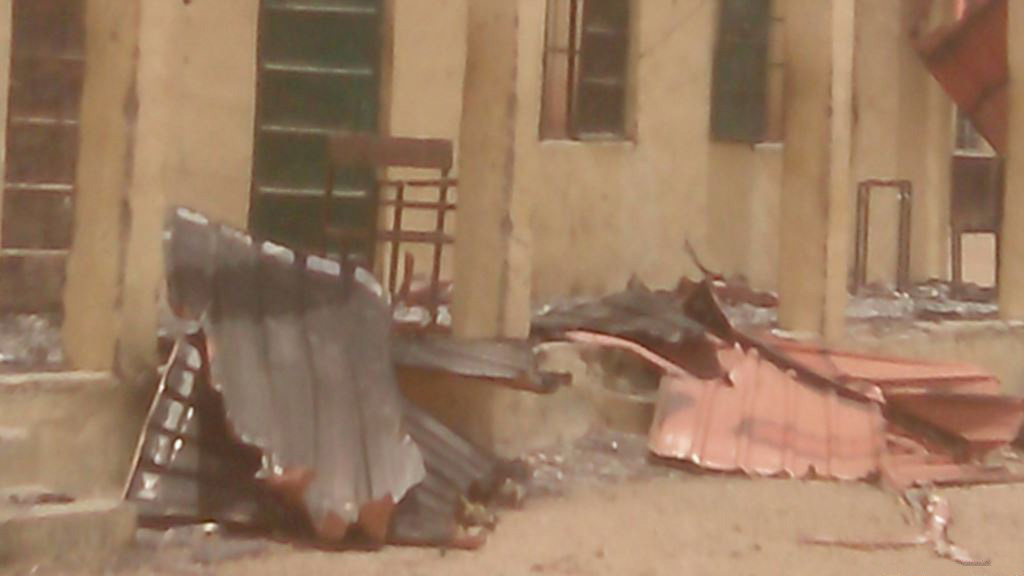
Estat de l'institut després de l'assalt. Cal destacar que els centres educatius són "blancs prioritaris" per a Boko Haram.

El 14 d'abril de 2014, un grup va irrompre al col·legi d'educació secundària, disparant contra els guàrdies de seguretat. A l'escola hi havia més de 300 alumnes d'àrees properes fent les seves exámens. Les constants amenaces de Boko Haram a les diferents escoles del territori havien provocat el tancament de diversos centres, però l'escola de Chibok va continuar amb la seva activitat doncs fins llavors, tot i les múltiples amenaces, mai havia arribat a succeir res.
Els terroristes van arribar de nit, armats i van anar directament als dormitoris on hi havia les noies que més tard van carregar en camions.
Cinquanta-set adolescents van aconseguir escapar-se poques hores després de l'segrest quan eren traslladades a la zona forestal de Sambissa, situada a nord-est de Nigèria saltant dels camions i amagant pels camins. Una de les noies que va escapar va explicar als mitjans que els terroristes els van dir que només acudien a l'escola per "prostituir" perquè "l'educació occidental està prohibida i no té cap valor".
Pocs dies després de l'segrest Amnistia Internacional va denunciar que segons fonts creïbles l'exèrcit nigerià havien rebut informació sobre l'atac quatre hores abans però van fallar en el moment d'enviar reforços per protegir el centre educatiu. Les forces armades de Nigèria van confirmar les informacions d'AI i van al·legar que "es van veure desbordats" per la situació.

## Desenvolupament posterior
Un informe donat a conèixer el 30 d'abril de 2014 sense confirmar per fonts independents però considerades creïbles per Halite Aliyu, líder de l'organització civil Borno-Yobe People 's Forum, algunes de les joves van ser forçades a casar-se amb membres de Boko Haram i venudes per 2000 naires (12,50 dòlars). Moltes d'elles haurien estat trasllades als països veïns del Txad i Camerun.
El 2 de maig de 2014, el responsable de la policia de Borno va demanar als pares de les alumnes segrestades que traslladin a la policia informació i fotografies de les víctimes ja que l'incendi a l'escola havia impedit obtenir aquesta información.
El 4 de maig, el president Goodluck Jonathan va parlar per primera vegada des que tingués lloc el succés i va al·legar que "estaven fent tot el possible per trobar-les", al mateix temps que responsabilitzava a les famílies de no proveir suficient informació. Davant aquestes declaracions, un ancià de Chibok va qualificar les paraules de l'mandatari de "xerrameca". Per la seva banda, la ciutadania (inclosos els propis familiars) van criticar la ineficàcia de Govern davant la lenta respuesta.
El 5 de maig, el líder de Boko Haram Abubakar Shekau es va atribuir l'autoria de l'atac i segrest a través d'un vídeo en què afirmava que: «Al·là em va ordenar que les vengués ... i jo m'encarrego de complir les seves ordres» . «L'esclavitud està permesa en l'islam». En el missatge s'apuntava que "les nenes no haurien de ser escolaritzades, sinó servir com a esposes".
Al cap de pocs dies, el grup insurgent va tornar a segrestar un altre grup de joves entre 12 i 15 anys a nord-est del país.
El 12 de maig, el grup va gravar un altre videomissatge en què apareixien 130 de les ostatges cobertes amb hijab. Al vídeo exigien l'alliberament dels presoners a canvi de les joves, les quals, segons paraules del capitost, es van convertir a l'islam "per voluntat pròpia".
Alguns mitjans de comunicació van assegurar que un periodista nigerià estava arriscant la seva vida com a intermediari en la negociació entre el govern i Boko Haram per l'alliberament dels ostatges. La informació va ser desmentida el 24 de maig després d'una reunió entre el president de Nigèria i els ministres d'exteriors nord-americà, israelià, francès i britànic a París, on van acordar que no hi hauria cap negociació i que la solució passava per una operació militar de rescat.
Dos dies després, el gabinet de Defensa va informar que les forces de seguretat nigerianes havien localitzat el lloc en el qual es trobaven retingudes les estudiants encara que va descartar recórrer a la força per evitar bajas.
30 de maig. Segons informacions recollides per la premsa internacional a la regió de Baale, a nord-est de país, alguns residents de la zona van trobar a dues nenes en mal estat de salut però conscients, lligades i abandonades en un arbre mentre que quatre van ser assassinades i enterrades per "desobediència".
El 17 d'octubre l'exèrcit de Nigèria va anunciar que havien arribat a un acord d'alto el foc pel qual Boko Haram es comprometria a alliberar les estudiants després de mig any en captiveri. Els terroristes van negar l'acord en un vídeo difós el 31 d'octubre en el qual van comunicar també que les nenes havien estat convertides a l'Islam i casades. En la seva al·locució, el líder del grup es va dirigir a les famílies de les joves segrestades dient: "Si vostès sabessin l'estat de les seves filles avui, podrien ... morir de pena".
A l'abril de 2016 es va donar a conèixer l'existència d'un vídeo, datat de desembre de 2015, en el qual apareixen 15 de les noies raptades (identificades per tres mares i una companya de classe) permetent confirmar que al menys algunes de les joves raptades segueixen amb vida dos anys después.
El 29 de maig de 2016, el nou president de Nigèria, Muhammadu Buhari, va prometre durant el seu primer discurs intensificar la lluita contra Boko Haram, a què va qualificar de "irreligiós" i "descerebrat", i ha assegurat que farà tot el possible per rescatar les noies de Chibok.
El juny de 2016 va ser trobada amb vida la primera nena víctima del segrest. L'exèrcit de Nigèria va confirmar la seva identitat, igual que el portaveu de l'associació de pares, Hosea Abana Sambido, després que fos reconeguda per les seves padres. L'exèrcit de Nigèria va assegurar a més haver rescatat a una altra de les niñas.
El 14 d'agost de 2016, Boko Haram va fer públic un tercer vídeo en què apareixien unes 50 noies joves que, suposadament ia falta de verificació oficial, serien part de les 276 nenes de Chibok. En el vídeo una noia relata que desenes d'elles van morir durant un bombardeig de l'aviació nigeriana. En el video es demana a les famílies a que convencin el govern nigerià de negociar amb Boko Haram i s'adverteix que si continua el bombardeig de les seves posicions les nenes serien usades com "escuts humans".
El 13 d'octubre de 2016 van ser alliberades 21 de les nenes segrestades. El govern de Nigèria va confirmar que va ser fruit d'un pacte negociat amb Boko Haram amb la mediació de la Creu Roja Internacional i el govern de Suïssa. Segons fonts locals recollides per l'agència Afp les noies van ser canviades per quatre guerrillers de Boko Haram empresonats des de feia alguns mesos. El govern de Nigèria va declinar confirmar la dada. El portaveu de l'Ministeri de Defensa, general Rabe Abubakar va admetre negociacions amb el grup i va manifestar el seu optimisme per alliberar la resta de les nenes. Es calcula que encara hi ha 197 nenes de Chibok en mans de Boko Haram.
El 5 de novembre del 2016 es va anunciar que soldats desplegats a Pulka, en l'estat de Borno, van trobar a Maryam Ali Maiyanga del grup de noies segrestades a Chibok quan interrogaven algunes persones que afirmaven haver escapat de l'amagatall de Boko Haram en el bosc de Sambisa. Un dia abans l'ONG Human Rights Watch va revelar 43 casos d'abusos violacions per part de la policia i l'exèrcit de Nigèria a dones fugides de Boko Haram.
El 6 de gener de 2017 s'ha anunciat el rescat de Rakiya Abubkar, amb el seu nadó de sis mesos. Va ser rescatada per tropes de l'operació "Lafiya Dole", desenvolupada per l'exèrcit de Nigèria contra Haram Boko.
El 6 de maig de 2017 van ser posades en llibertat 82 de les aproximadament 175 nenes que continuaven segrestades, com a resultat d'una negociació entre el govern i Boko Haram, que les va alliberar a canvi de l'alliberament de dos milicians empresonats.
El 20 de maig de 2017 cerimònia a Abuja per a la trobada de les 82 nenes alliberades amb els seus familiars als tres anys del seu segrest. Diverses televisions locals emeten el retrobament en directe.

## Reaccions

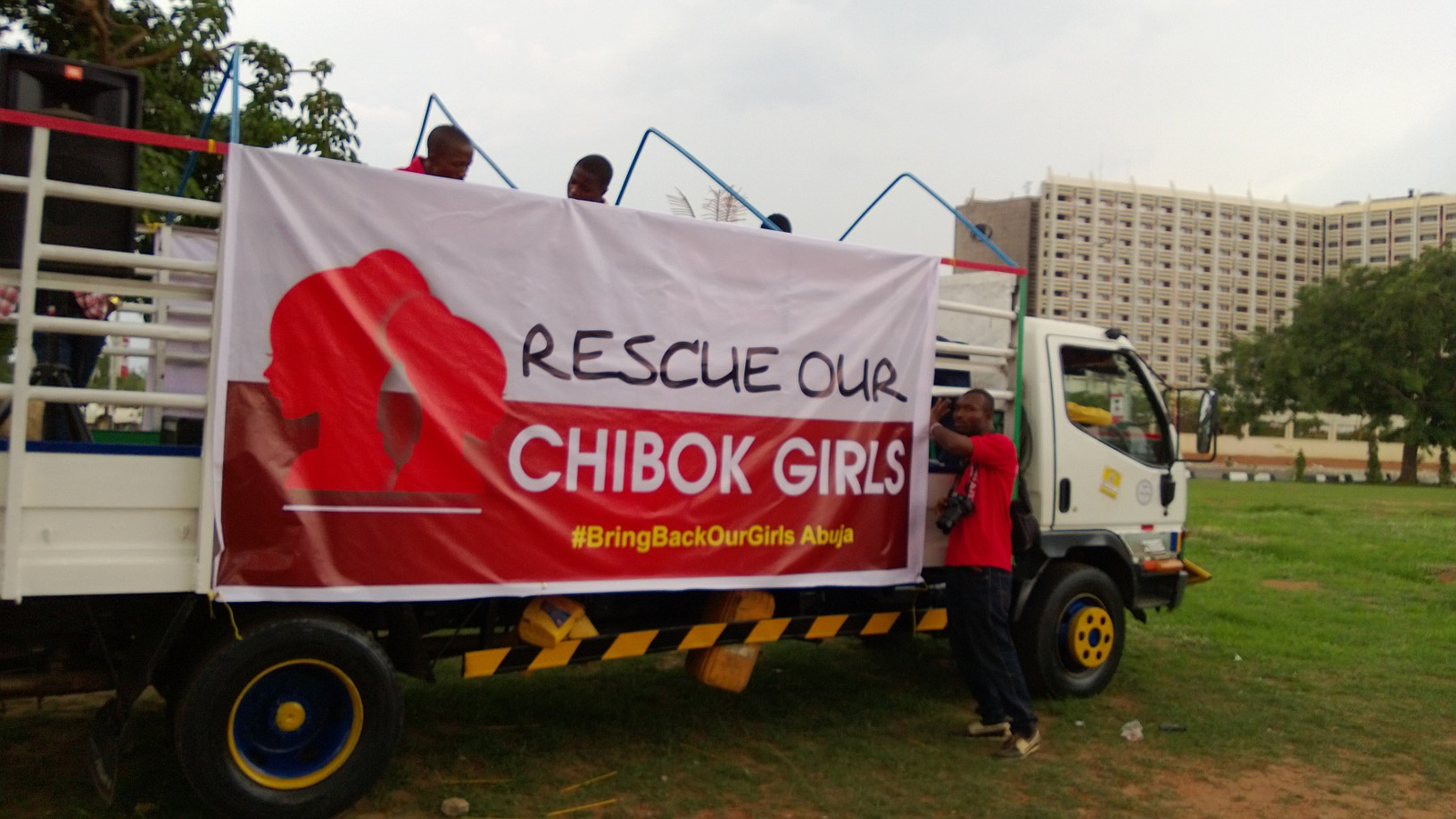
Camioneta amb una lona en què es demana l'alliberament de les joves.

L'exambaixador dels Estats Units a Nigèria va afirmar que: "a mesura que la força de Boko Haram va in crescendo, la de el Govern mostra senyals alarmants de debilitat pel que fa a la seguretat dels seus ciutadans". El director del Consell Atlàntic d'Àfrica central, J. Peter Pham, va declarar que "el fracàs de Govern en aquest tipus d'actuacions no fa sinó demostrar la incapacitat d'aquests".
El Governador de Chibok Kashim Shettima va exigir visitar el lloc de l'esdeveniment tot i haver estat avisat de la perillositat existent. Mentrestant, l'exèrcit juntament amb guardes i voluntaris va començar a pentinar el bosc que marca la frontera amb el Camerun des del 21 d'abril. Per la seva banda, el secretari general de l'ONU Ban Ki-moon i l'ONG UNICEF es van limitar a condemnar el segrest.
Els dies 3 i 4 de maig es van produir manifestacions en ciutats com Los Angeles i Londres, a part de l'oest de Nigèria, en suport de les víctimes. A el mateix temps es van obrir comptes en xarxes socials com Twitter sota el hashtag #BringBackOurGirls (Retornin Les nostres Noies) exigint-ne l'alliberament.
El president de la Societat Musulmana d'Estudiants de Nigèria va fer una crida a l'oració "perquè Alah intervingui en aquesta delicada situació". El sultà de Sokoto Al-Haji Sa'ad Abubakar també es va dirigir als seus fidels perquè "s'alcessin les pregàries i intensifiquessin el seu esforç per alliberar les persones innocents".
El 30 d'abril, centenars de manifestants es van presentar davant el Parlament per exigir accions governamentals i militars immediates contra els secuestradores.
Diversos governs, com el estatunidenc o el britànic, van afirmar que enviarien experts a la zona per ajudar en la recerca. Els experts del Regne Unit rebran ordres de diversos departaments governamentals, inclòs el Ministeri d'Exteriors, el Departament Internacional per al Desenvolupament i el Ministeri de Defensa, per a col·laborar amb les autoritats locals. En quant al comandament nord-americà, estaria format per militars i forces de l'ordre especialitzades en intel·ligència, investigació, negociació d'ostatges, informació i assistència a les víctimas.
L'exvicepresident Atiku Abudayar i el portaveu de Consell del Governador del Nord Babangida Aliyu van agrair les ajudes estadounidenses.
Altres països de la Unió Europea també es van oferir a col·laborar en la missió de recerca a més de la Xina, el Govern va afirmar que compartirà informació rellevant amb el Govern nigerià.
El primer ministre del Canadà Stephen Harper va oferir un comunicat en el qual el seu exèrcit anava a unir-se a la comunitat internacional amb l'objectiu de rescatar les ostatges, encara que sense detallar el nombre de reforços i la durada de la missió que segons el ministre és "confidencial".
El ministre d'Afers Exteriors de l'Iran Hossein Amir-Abdollahian es va reunir amb l'ambaixador de Nigèria a Teheran i ha acusat els responsables de "Takfires" (falsos musulmans). Des del Govern van oferir la seva ajuda per resoldre la crisi.
Organitzacions feministes internacionals com FEMNET o Igualtat Ja van organitzar la campanya #Bringbackourgirls per reclamar el seu rescat.